# XO-2
XO-2 ist ein 486 Lichtjahre von der Erde entferntes Doppelsternsystem mit den Komponenten XO-2S und XO-2N. Beide Sterne sind gelbe Zwerge und werden von Exoplaneten umkreist.

## System
| Planet | Entdeckungsjahr | Masse (in MJ)   | Radius (in RJ) | Umlaufzeit (in Tagen) | Große Halbachse (in AE) | Exzentrizität |
| Nb     | 2007            | 0,62 ± 0,02     | 0.973 ± 0.03   | 2.62                  | 0.0369 ±0.002           | 0.045 ± 0.024 |
| Sb     | 2014            | ≥ 0.259 ± 0.014 |                | 18.157 ± 0.034        | 0.1344 ±0.0025          | 0.18 ± 0.035  |
| Sc     | 2014            | ≥ 1.37 ± 0.053  |                | 120.8 ± 0.034         | 0.4756 ±0.0087          | 0.1528 ± 0.01 |